# Giovanni Gherardini
Giovanni Gherardini, född den 27 maj 1778, död den 8 januari 1861, var en italiensk språkforskare.
Gherardini sysslade, trots att han var praktiserande läkare, mest med ordboksarbeten, bland annat Supplemento ai vocabolari italiani (6 band, 1852–1857; ny upplaga 1878).